# Abbé Michon
Abbé Michon (Abade Michon), foi um autor francês dos princípios do século XX que escreveu várias obras heréticas e pornográficas como La maudite, La religieuse, Le moine e Le jesuite, entre outras.